# سدیم هیدروژن‌کربنات
سدیم هیدروژن‌کربنات (به انگلیسی: sodium hydrogencarbonate) با فرمول NaHCO3   که بیشتر با نام جوش‌شیرین شناخته می‌شود، گردی سفید و بی‌بو است. این ماده نمکی با خاصیت قلیایی ضعیف است و در آب خواص آمفوتری و بافری نشان می‌دهد. 
جوش‌شیرین کاربردهای فراوانی در صنعت و پزشکی دارد. مثلا در ورآوردن خمیر نان بدون طی فرایند تخمیر سوءاستفاده می‌شود. با این حال، به عنوان ضداسید در درمان اضافه معده حسن استفاده دارد.

## دگر نام‌ها
- کربنات هیدروژن سدیم
- سدیم بی‌کربنات یا بی‌کربنات سدیم (به انگلیسی: Sodium bicarbonate)
- بایکارب (به انگلیسی: bicarb)
- کربنات اسید سدیم (به فرانسوی: carbonate acide de sodium)
- کربنات مونو سدیم (به فرانسوی: carbonate monosodique)
- سودای کربنات (به فرانسوی: bicarbonate de soude)
- سودای نانوایی (به عربی: صودا الخَبْز)

## فرآوری
بی‌کربنات سدیم بیشتر به وسیلهٔ فرایند سلوی ساخته می‌شود که همان واکنش کلرید سدیم، آمونیاک و کربن دی‌اکسید در آب است که بی‌کربنات سدیم به صورت رسوب به دست آمده پس از صاف کردن و خشک کردن با حرارت به کربنات سدیم تبدیل خواهد شد. سالانه نزدیک به ۱۰۰۰۰۰ تن جوش شیرین فرآوری می‌شود. (سال ۲۰۰۱) همچنین می‌توان با عبور دادن گاز از درون محلول جوشان کربنات سدیم خالص یا محلول هیدروکسید سدیم، بی‌کربنات سدیم را به شکل رسوب ته‌نشین شده به دست آورد.

## ویژگی‌ها
جوش شیرین در آب یک آمفوتر است؛ یعنی در آب می‌تواند به عنوان اسید یا باز رفتار کند. رفتار اسیدی آن به سبب وجود هیدروژن در ترکیبش است که در صنایع مختلف به عنوان آزادکننده کاربرد دارد.

### حلالیت
در دمای معمولی ۱۰٫۳ گرم از این ماده در ۱۰۰ گرم آب حل می‌شود. اما در اتانول به مقدار کم محلول است.

### ایمنی
خوردن این ماده بی‌ضرر است مگر اینکه به مقدار خیلی زیاد باشد. بوییدن آن ممکن است سبب سوزش بینی یا گلو شود. در اثر تماس با پوست‌های حساس ممکن است باعث خارش یا سوزش پوست شود. در اثر تماس با چشم ممکن است سبب ایجاد سوزش و سرخی در چشم شود.
خوردن فراورده‌هایی که در تولید آن‌ها بجای تخمیر از جوش شیرین استفاده شده باشد، باعث ناراحتی معده خواهد شد.

## کاربردها

### صنایع غذایی
بیشترین استفاده از جوش‌شیرین در فرآوری انواع بیکینگ پودر است. مقدار اضافی از خمیر جوش شیرین به‌طور مؤثر در پاک کردن و سائیدن سطوح می‌تواند استفاده گردد. در صنایع غذایی، تولید نوشابه‌های گازدار به عنوان منبع، صنایع پاک کننده‌های خانگی و در کپسول‌های اطفاء حریق به کار می‌رود. همچنین به عنوان باز دارنده در مواد منفجره استفاده می‌شود. در صنعت نساجی برای عمل آوردن نخهای پشمی و ابریشمی استفاده می‌شود. همچنین می‌تواند به عنوان پاک‌کننده و ساینده ملایم در صورتی که ایجاد حساسیت نکند برای زیبایی پوست بکار رود. ضمن آنکه جوش شیرین به عنوان یک مکمل خوراکی در جیره غذایی دام و طیور می‌تواند در جهت جلوگیری از اختلالات متابولیکی و تغذیه‌ای بکار برده شود.

### پزشکی و داروسازی
- به عنوان بوگیر
- ساخت دئودورانت‌ها
- به عنوان آنتی‌دوت داروهای ضدافسردگی‌های سه‌حلقه‌ای {مدرک}
- تولید قرص‌های جوشان
- لایه برداری قوی پوست
- برطرف کردن بوی بد بدن نیز استفاده کرد
- التیام و درمان آفتاب سوختگی

### صنایع تولیدی
به عنوان رطوبت‌گیر

### صنعت نساجی و دباغی
یکی از بارزترین مصارف سدیم بی کربنات در تولید پارچه‌های پشمی و ابریشمی است. صنعت نساجی، از جوش شیرین برای رنگرزی و چاپ پارچه استفاده وسیعی می‌کند. صنعت دباغی نیز بی کربنات سدیم را به عنوان یک عامل خنثی‌کننده مواد رنگرزی در فراینده رنگ استفاده می‌کند.

### صنعت پلیمر
جوش شیرین استفاده گسترده‌ای به عنوان کاتالیزور و تصفیه‌کننده در فرایند تولید پلیمرها و پلاستیک‌های پیچیده دارد.

### لاستیک و پلاستیک
به دلیل اینکه بی کربنات سدیم، دی‌اکسید کربن آزاد می‌کند بنابراین به عنوان عامل فوم ساز در فرایند تولید لاستیک و پلاستیک استفاده می‌شود. دی‌اکسید کربن آزاد شده برای کنترل شکل محصولاتی که از لاستیک و پلاستیک ساخته می‌شود کاربرد دارد.
در صنعت تولید پودرهای آتش‌نشانی نیز کاربرد فراوانی دارد.

## فرق بی کربنات سدیم با جوش شیرین
بی کربنات سدیم یک ماده صنعتی پرکاربرد است که در صنایع مختلف از جمله تولید مواد غذایی، لوازم آرایشی، تولید مواد شوینده و موارد دیگر کاربرد دارد. بی کربنات سدیم که با نام جوش شیرین دارای فرمول شیمیایی NaHCO₃ است. بنابراین، تفاوت بین بی کربنات سدیم و جوش شیرین صرفاً در نام آنها نهفته است. در واقع، آنها یک ماده هستند.
بی کربنات سدیم در گریدهای مختلف تولید و عرضه می‌ شود. برای خرید بی کربنات سدیم در گریدهای مختلف، می‌ توانید به تامین‌ کنندگان معتبر مواد شیمیایی مراجعه کنید. توجه به این نکته مهم است که بی کربنات سدیم و جوش شیرین از نظر ترکیب یکسان هستند. تنها تفاوت در نامگذاری آنهاست.